# فینال جام حذفی فوتبال ایتالیا ۲۰۱۷
فینال جام حذفی فوتبال ایتالیا ۲۰۱۷ هفتادمین فصل از رقابت‌های کوپا ایتالیا بود. این مسابقه در ۱۷ مهٔ ۲۰۱۷ بین لاتزیو و یوونتوس در ورزشگاه المپیک رم برگزار شد. در نهایت باشگاه فوتبال یوونتوس با گل‌های دنی الوز و لئوناردو بونوچی برای دوازدهمین بار قهرمان کوپا ایتالیا شد.